# Nothochelone
Nothochelone je monotipski biljni rod iz porodice trpučevki  (Plantaginaceae). Jedina vrsta je N. nemorosa, sjevernoamerička trajnica raširena od Britanske Kolumbije do Kalifornije 

## Opis
Prvi puta rod je opisan u Brittonia 18: 85, 1966.. T%o je višegodišnja zeljasta biljka drvenaste osnove iz porodice trputca (Plantaginaceae). Izgledom je sličan penstemonu i obično se naziva “šumski penstemon”. Premješten je iz roda Penstemon u Nothochelone zbog svog krilatog sjemena. Porijeklom je iz zapadne Sjeverne Amerike od Britanske Kolumbije do sjeverne Kalifornije. Raste u planinskim šumama i pronađen je na visinama od 4000 - 7500 stopa.
N. nemorosa se nalazi na kamenitim tlima u mješovitim zimzelenim šumama, liticama, djelomično osunčanim proplancima u šumama i rubovima šuma. Preferira djelomično zasjenjena, vlažna okruženja, ali može tolerirati sunčana područja i suha kamenita tla.
Daje uspravne, fino kratkodlakave stabljike visoke 1 - 4 stope. Stabljike imaju više grana od kojih svaka ima nekoliko cvjetova. Cvate od sredine ljeta do rane jeseni. Slično kao penstemoni, ima dlakave čašice i 1 do 3 inča debele, žljezdaste, cjevaste cvjetove s dvokrilnom gornjom usnom i trokrilnom donjom usnom. Cvjetovi su obično ružičasti ili ljubičasti s dlakavim staminodijama. Za razliku od penstemona, kapsule imaju široko krilate sjemenke. Listovi su glatki s finim, kratkim dlačicama na donjoj strani i grubo nazubljenim rubovima. Razmnožavanje je sjemenom ili ljetnim reznicama stabljike.

## Sinonimi
- Apentostera triflora Raf.; New Fl. Am. 2: 73 (1836)
- Chelone nemorosa Douglas ex Lindl.; Bot. Reg., t. 1211 (1828)
- Penstemon nemorosus (Douglas ex Lindl.) Trautv.; Bull. Sci. Acad. Petersb. 5: 345 (1839)